# 混板乡
混板乡是云南省德宏傣族景颇族自治州瑞丽市曾经下辖的一个乡，驻地在混板村，傣族是乡内主要民族:1090。混板乡已于2005年撤销，辖区划归畹町镇。

## 历史
混板历史上是勐卯安抚司的辖地，1953年6月成立混板乡。1954年12月，混板乡划归新成立的姐勒区（瑞丽县第二区）。1958年12月，混板乡划归畹町镇。:811969年成立卫东公社，1977年改为混板公社，皆隶属畹町镇（时为县级镇）。1984年改为混板乡。1985年县级畹町市成立，混板乡属畹町市。:261999年畹町市并入瑞丽市，混板乡改属瑞丽市。:25782005年10月，混板乡撤销，辖区并入畹町镇。:58

## 地理
混板乡位于瑞丽市东部，乡境北部为山区，南部是坝区，混板坝为畹町河冲击出的河谷小坝，是乡内主要的耕作区。混板乡属南亚热带气候，受印度洋季风影响，雨量充沛。最高气温35.1℃，最低气温0.8℃，年均温20.0℃，乡政府海拔780米。全乡面积43.52平方千米，共有耕地7,140亩，其中水田3,760亩，国营畹町农场位于乡内。:26-27

## 行政区划
混板乡不设村公所，下辖自然村有：
混板村、和平村、法坡村、华我村、立新村、曼满村、弄片村和索阳村。:681-682